# Фред Астер
Фред Асте́р (англ. Fred Astaire; настоящее имя Фредерик Аустерлиц, англ. Frederick Austerlitz; 10 мая 1899 — 22 июня 1987) — американский актёр, танцор, хореограф и певец, звезда Голливуда, один из величайших мастеров музыкального жанра в кино. Его театральная и кинематографическая карьера охватывает период в 76 лет, в течение которого Астер снялся в 31 музыкальном фильме.
Имя Фреда Астера часто упоминается вместе с именем Джинджер Роджерс, с которой он снимался в период с 1933 по 1949 год в 10 фильмах, перевернувших жанр музыкальной комедии. Первый фильм с их совместным участием — «Полёт в Рио» (англ. Flying Down to Rio) 1933 года. Вторым был фильм «Весёлая разведённая» (англ. The Gay Divorcee) 1934 года, причём Фред и Джинджер снялись в нём уже в главных ролях.
Джин Келли, ещё один новатор в области танцев, говорил, что «история танца в записи начинается с Астера». Помимо кино и телевидения, Астер оказал большое влияние на танцоров и хореографов, в том числе Рудольфа Нуреева, Сэмми Дэвиса, Майкла Джексона, Грегори Хайнса, Михаила Барышникова, Джорджа Баланчина, Джерома Роббинса и Мадхури Дикшит. Американский институт киноискусства назвал его пятым в списке величайших кинозвезд в истории Голливуда.

## Жизнь и карьера

### 1899—1917: Молодость и карьера

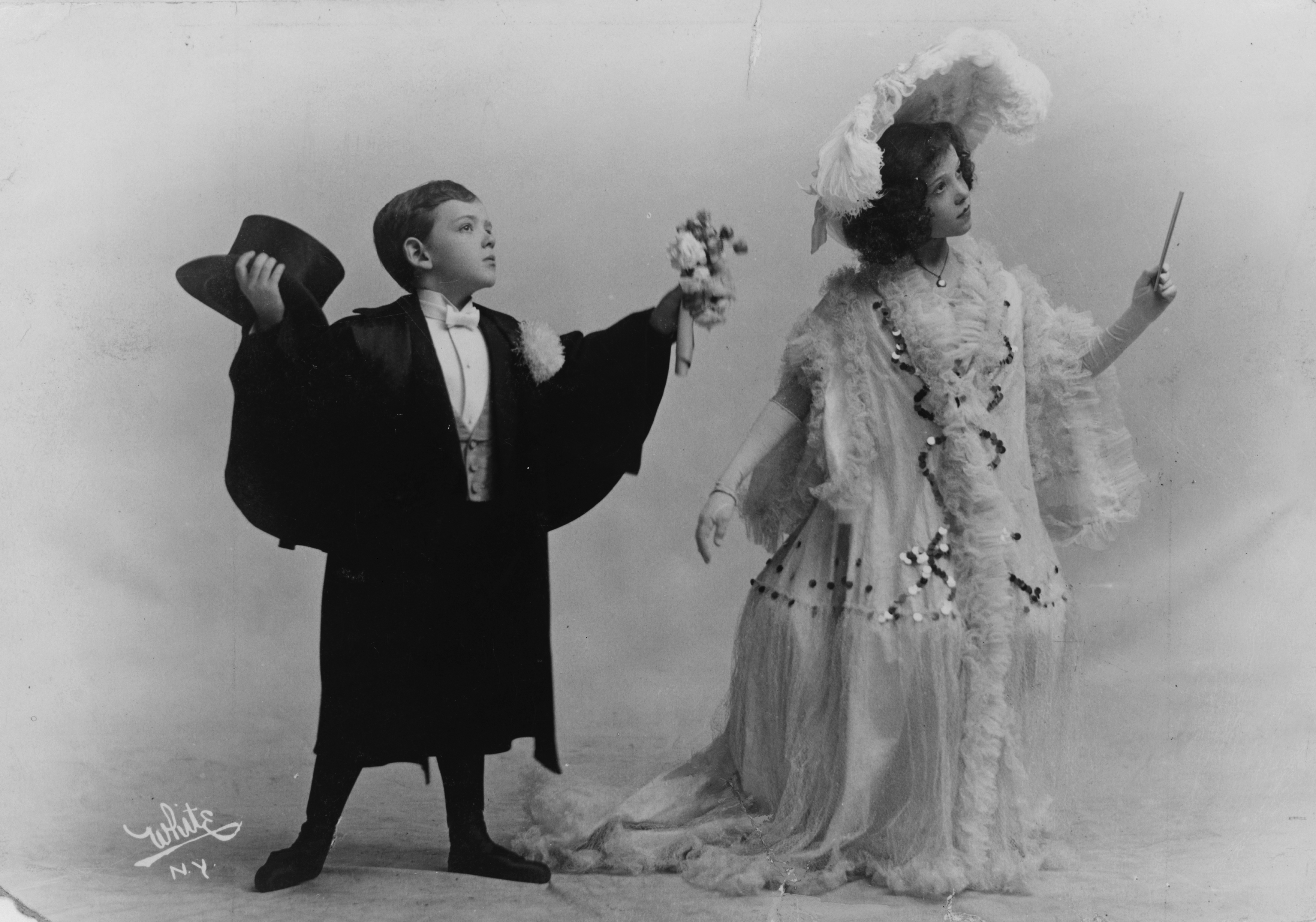
Фред со своей сестрой Адель в 1906 году

Астер родился в Омахе, штат Небраска, в семье Джоанны (Энн) и Фредерика (Фрица) Аустерлиц (родился 8 сентября 1868 года как Фридрих Эмануэль Аустерлиц). Его мать родилась в Соединённых Штатах в лютеранской семье, её родители — Гейлус и Вильгельмина Клаат, немецкие иммигранты из Восточной Пруссии и Эльзаса. Отец родился в Линце, Австрия, в семье Саломона Стефана Аустерлица и Люси Хеллеровой, чешских евреев, принявших католичество.
26 октября 1892 года 24-летний Фриц Астер прибыл в Нью-Йорк на остров Элис, надеясь найти работу в пивоваренной промышленности. Устроившись на работу в пивоваренную компанию Storz, он переехал в Омаху, штат Небраска. Мать Астера мечтала уехать из Омахи, после того как её дочь Адель открыла в себе талант к пению и танцам. Энн планировала создать «дуэт брата и сестры», которые были очень распространены в водевиле в то время. Хотя Фред Астер сначала отказался брать уроки танцев, он с лёгкостью копировал старшую сестру, а также играл на фортепиано, аккордеоне и кларнете.
Когда в 1905 году их отец внезапно потерял работу, семья переехала в Нью-Йорк, чтобы начать карьеру детей в шоу-бизнесе. Там Фред и Адель начали обучение в мастер-школе при театре Alviene и в Академии культуры и искусств.
Несмотря на то, что Адель и Фред соперничали друг с другом, общественность быстро признала их индивидуальность и талант. Мать Фреда и Адель предложила детям использовать псевдоним «Астер», потому что ей казалось, что «Аустерлиц» ассоциируется у зрителей с битвой. А семейная легенда приписывает появление псевдонима имени дяди, которого прозвали Л`Астер. Детей учили танцевать, говорить, петь в рамках подготовки к театральным номерам. В первом номере дети предстали как несовершеннолетние артисты, которые представляли собой современные музыкальные, танцевальные новинки. В начале номера Фред носил цилиндр и фрак, потом в долю секунды переодевался в костюм омара. В своём интервью дочь Астера Ава Астер МакКензи отметила, что её отцу специально надевали цилиндр, чтобы зрительно сделать его более высоким. Дебютное выступление состоялось в Кейпорте, Нью-Джерси, в «пробном театре». После этого в местной газете написали: «Астеры являются величайшим детским дуэтом в водевиле».
В результате успешной рекламы их отца Фред и Адель быстро подписывают крупный контракт со знаменитым «Orpheum Circuit» и выступают не только в Омахе, но и по всей территории Соединённых Штатов. Вскоре Адель выросла на три дюйма выше Фреда, и их дуэт стал выглядеть нелепо. Семья решила взять двухлетний перерыв в шоу-бизнесе, чтобы со временем убрать их от публики и избежать проблем с Джерсийским обществом по предотвращению жестокого обращения с детьми. В 1912 году Фред стал членом епископальной церкви, и карьера брата и сестры возобновилась с переменным успехом; постепенно они улучшили свои навыки, включив в номера чечётку. Астер был вдохновлен такими танцорами, как Билл Робинсон и Джон Бабблс. После танцора водевиля Аурелио Коччиа они стали изучать танго, вальс и другие танцы, которые ввели в моду Вернон и Айрин Касл. Некоторые источники утверждают, что брат и сестра Астер появились в фильме 1915 года «Сверчок Фашон», главную роль в котором играла актриса Мэри Пикфорд, но Астер всегда отрицал это.
В возрасте 14 лет Фред взял на себя музыкальные обязанности в их дуэте. Он впервые встретился с Джорджем Гершвином, который был аккомпаниатором Джерома Ремика в его издательской музыкальной компании в 1916 году. Фред уже искал новую музыку и идеи для танцев, и их случайная встреча сильно повлияла на творчество и карьеру обоих артистов. Астер всегда был в непрерывных поисках чего-то нового и открыто демонстрировал свои навыки и совершенство. Астеры ворвались на Бродвей в 1917 году с патриотическим номером «Чрезмерный» (англ. Over the Top), с этим же номером они выступали в США перед американской армией.

### 1917—1933: Сценическая карьера на Бродвее и в Лондоне

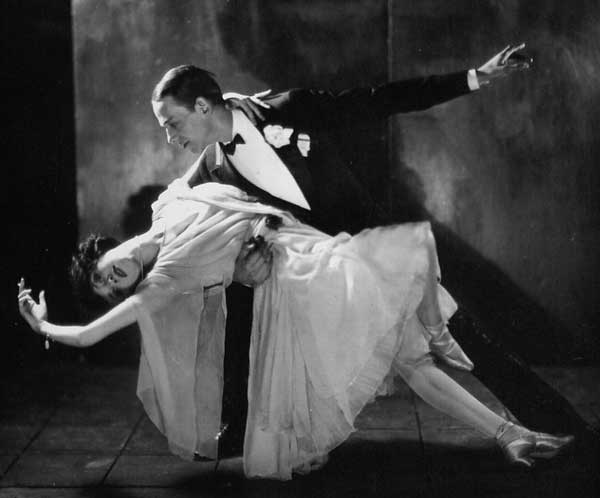
Фред и Адель Астер в 1921 году

Они продолжили выступать со своими работами в бродвейском мюзикле «The Passing Show of 1918». Журналист Хейвуд Браун писал: «В вечернее время, когда хороших танцев — изобилие, выделяется Фред Астер… Он и его партнерша Адель Астер сделали отличное шоу в начале вечера с красивым, пластичным танцем».
К этому времени мастерство Астера возросло, и он начинал затмевать свою сестру, хотя она по-прежнему блистала и на неё обращали внимание, частично благодаря тщательной подготовке Фреда и его сильной хореографии.
В течение 1920-х Фред и Адель появлялись на Бродвее и в театрах Лондонских мюзиклов, выступая под музыку таких композиторов, как Джером Керн Хейвуд Браун — «Букет и Джуди» (1922), Джордж и Айра Гершвинов — «Хорошо быть леди» (1924) и «Забавная мордашка» (1927), а также «Театральный фургон» (1931), став самым популярным дуэтом Атлантики. К тому времени чечётка Астера была признана одной из лучших; Роберт Бенчли написал в 1930 году: «Я не думаю, что вызову массовую волну негодования, заявив, что Фред является самым лучшим чечёточником в мире».
После закрытия мюзикла «Забавная мордашка» Астер отправился в Голливуд (в настоящее время данные утрачены) на пробы в «Paramount Pictures», но его кандидатуру сочли неподходящей для кино.
Дуэт распался в 1932 году, когда Адель вышла замуж за лорда Чарльза Артура Фрэнсиса Кавендиша, сына герцога Девоншира. Астер продолжил свою карьеру и добился успеха на Бродвее и в Лондоне с мюзиклом «Весёлый развод», рассматривая при этом предложения от Голливуда. В конце года Астер был травмирован, но это стимулировало его расширить свой диапазон. Свободный от ограничений «брат-сестра», Астер стал выступать с новой партнёршей Клэр Люче, вместе они создали романтический танец к песне Коула Портера Ночь и день, которая была записана для «Весёлого развода». Люче говорила, что должна была побудить его принять более романтический подход к танцу: «Давай, Фред, я не твоя сестра, и ты это знаешь». Успех номера был отмечен и использован в киноверсии пьесы «Весёлый развод», что послужило началом новой эры в записи танцев. Кадры для этого фильма были взяты Астером у Фреда Стоуна, что было обнаружено историком Бэтси Бейтос в 1933 году, и в настоящее время представляют собой самую раннюю из известных работ Астера.

### 1933—1939: Астер и Роджерс в RKO Pictures

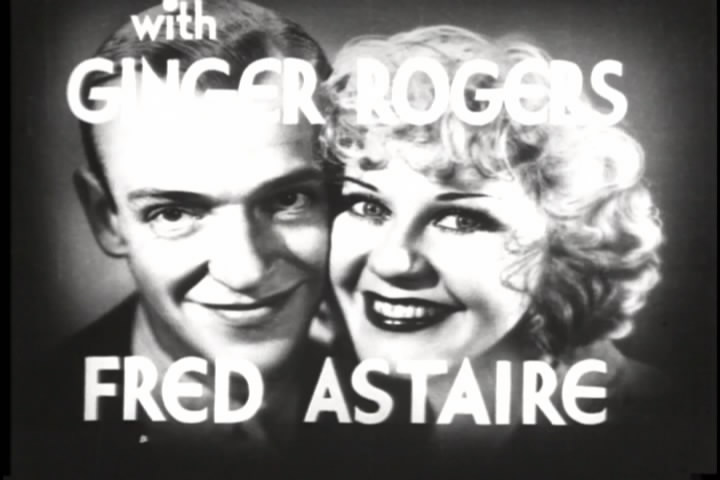
Астер и Джинджер Роджерс в трейлере фильма «Полёт в Рио», 1933 год

Согласно голливудскому фольклору, руководство RKO Pictures сначала отнеслось к Астеру с пренебрежением: «Петь не умеет. Играть не умеет. Лысеющий. Немного танцует…» Продюсер картин Астера и Роджерс Пандро С. Берман заявил, что ничего не слышал об этом в 1930 году, и что эта история могла появиться только несколько лет спустя. Астер позже говорил, что эта фраза на самом деле звучала по-другому: «Немного играет. Немного лысеет. С танцами то же самое». В любом случае 'приговор' был явно неутешительным, и Дэвид Селзник, который подписал контракт с Астером, говорил: «Я не уверен в этом человеке, но я чувствую, что, несмотря на его огромные уши и плохую линию подбородка, его обаяние настолько огромно, что превосходит даже его убогую игру». Тем не менее это не повлияло на планы RKO, и сначала Астеру предоставили на некоторое время работу в MGM. А в 1933 году состоялся его голливудский дебют в успешном мюзикле «Танцующая леди», где он сыграл роль партнёра по танцам Джоан Кроуфорд.
По возвращении в RKO он принял участие в съёмках фильма «Полёт в Рио», главную роль в котором играла Долорес дель Рио. Зажигательный танец «Кариока», который он исполнил вместе с Джинджер Роджерс на крышках семи белых роялей, оказался удачным переходом из бродвейского шоу в кино. В своём обзоре журнал Variety отметил его огромный успех:
Суть «Полёта в Рио» является своеобразным обещанием Астера... Он, несомненно, приятен и симпатичен на экране, микрофон делает его голос добрым, и как танцор он остаётся лучшим сам по себе. Последние наблюдения не станут большой новостью в его профессии, ведь все уже давно признали, что Астер начинает танцевать там, где другие прекращают.
Уже будучи ранее привязанным к дуэту со своей сестрой Адель, Астер сначала неохотно относился к тому, чтобы стать частью другого дуэта. Он писал своему агенту: «Я не против сделать ещё один номер с ней, но что касается этой идеи, то для этого нужна команда. Мне только что удалось закончить одно сотрудничество, и я не хочу возиться с новым». Его переубедило очевидное единение с Джинджер Роджерс. Партнёрство и хореография Астера и Гермеса Пана помогли сделать танцы важным элементом голливудских музыкальных фильмов. Астер и Роджерс вместе снялись в 10 музыкальных картинах, в том числе «Весёлый развод» (1935), «Роберта» (1935), «Цилиндр» (1935), «Следуя за флотом» (1936), «Время свинга» (1936), «Потанцуем?» (1937) и «Беззаботный» (1938). Шесть из девяти мюзиклов дуэта «Астер-Роджерс» стали крупнейшими проектами RKO. Все фильмы принесли определённый престиж и мастерство, которого в то время жаждали все студии. Их партнёрство прославило их обоих; как сказала Кэтрин Хепбёрн: «Он делится с ней своим мастерством, она делится с ним своей сексуальной привлекательностью». Астер тогда получал проценты от прибыли, что в то время было крайне редким явлением, и полную автономность в том, как будут представлены танцы, что позволяло ему реконструировать танец на плёнке.
Астеру приписывают два важных нововведения в музыкальных фильмах. Во-первых, он настаивал, чтобы камера (почти постоянно) снимала танец одним кадром и, если будет возможно, «держала» танцоров в кадре всё время. Астер язвительно замечал: «Либо камера будет танцевать, либо это сделаю я». Астер придерживался этой политики со съёмок в «Весёлом разводе» (1934) и до «Радуги Финиана» (1968) (режиссёр — Фрэнсис Форд Коппола), который стал последним музыкальным фильмом Астера. Стиль Астера в танцевальной последовательности сравнивали со стилем Басби Беркли, хореографом мюзиклов, который был известен экстравагантными воздушными выстрелами, мелькающими в кадре определёнными участками тела, таких как руки или ноги. Во-вторых, Астер был твёрдо уверен, что все песни и танцевальные номера будут интегрированы с сюжетной линией фильма. Вместо того чтобы использовать танец как зрелище, как это делал Беркли, Астер использовал его как продолжение сюжета. Как правило, картины Астера включали в себя сольные выступления, которые сам Астер называл «соло носка», и романтичные партнёрские танцы.
Танцевальные критики Арлин Кроче, Ханна Хайам и Джон Мюллер рассматривали Роджерс как наиболее подходящего Астеру партнёра по танцам, их точку зрения разделяли Гермес Пан и Стэнли Донен. Кинокритик Полин Кейл принимала более нейтральную позицию, в то время как журналист и кинокритик Ричард Шикель в журнале «Time» писал: «Романтика, окружающая Роджерс и Астера, затмевает других партнёров».
Мюллер описывал способности Роджерс следующим образом: «Среди прочих партнёров Астера Роджерс была самой выдающейся не потому, что она была выше других в качестве танцовщицы, но потому что она была более опытна и имела все качества и интуицию актрисы. Она была достаточно скрытна и понимала, что представление не заканчивается, когда начинается танец… Очень многие женщины мечтали танцевать с Астером, и Джинджер Роджерс создавала впечатление, что танец с ним является самым волнующим, который только можно было вообразить». Астер говорил о ней следующее: «Джинджер никогда не танцевала с партнёрами до фильма „Полёт в Рио“. Она очень много фальшивила, и это было ужасно. Она не могла проявить себя и не смогла сделать из танца что-то большее. Но у Джинджер есть свой стиль и талант, благодаря которым она стала лучше. Она добилась того, что через некоторое время все, кто танцевал со мной, смотрелись хуже». В своей книге «Джинджер: Путь к звёздам» Дик Ричардс цитировал Астера, который говорил Рэймонду Рохеру, куратору Нью-Йоркской галереи современного искусства: «Джинджер блестящая и эффектная. Она заставляла всех работать на неё. Фактически она делала все вещи прекрасными для нас обоих, и она заслуживала большую часть нашего общего успеха».
Сама Роджерс описывала бескомпромиссные черты Астера, распространяющиеся на всё его производство: «Иногда он думает о новой линии диалога или смотрит на всю историю под другим углом. Он и сам иногда не знает, в какое время ночи он может позвонить и с большим энтузиазмом рассказать о новой идее… Он не допускает никакого безделья в работе над его картинами и никаких обрезанных углов».
Тогда Астер ещё не желал связывать свою карьеру с какой-либо студией. Он провел переговоры с RKO, чтобы сняться в фильме «Девичьи страдания» (1937) с начинающей Джоан Фонтейн, но фильм не имел успеха. Он вернулся, чтобы сняться ещё в двух фильмах с Роджерс «Беззаботная» (1938) и «История Вернона и Айрин Касл» (1939). Несмотря на то что оба фильма имели огромный кассовый успех, Астер и Роджерс потеряли много денег из-за увеличившихся производственных издержек. Астер оставил RKO после статьи «Кассовый яд» в независимом журнале о кино. Астер воссоединился с Роджерс в 1949 году в MGM для их последнего фильма «Парочка Баркли с Бродвея», чтобы потом продолжить сниматься в цветных фильмах.

### 1940—1947: Постепенное, досрочное завершение карьеры
В 1939 Астер оставил RKO, чтобы реализовать новые возможности в кино. В течение этого периода Астер продолжал обучаться хореографии и, в отличие от 1930-х годов, когда работал исключительно с Гермесом Паном, он получал уроки и у других хореографов, чтобы совершенствовать свои навыки. Его первой партнёршей после Джинджер была невозмутимая Элинор Пауэлл. Она стала лучшей чечёточницей своего времени после фильма «Бродвейская мелодия 40-х», где они с Астером танцевали под знаменитую песню Коула Портера «Начать сначала». В своей автобиографии «Шаги во времени» Астер отметил: «Она затмевала всех как человек, и никакие Рикки-Тикки-Сисси не заполняли Элли. Она единственная, кто мог великолепно выбивать чечётку самостоятельно».
Вместе с Бингом Кросби он снимался в фильме «Праздничная гостиница» (1942), позже вышел второй их совместный фильм «Голубые небеса» (1946). Но, несмотря на огромный финансовый успех обеих картин, Астер был недоволен своей последней ролью. Первый фильм всем особенно запомнился виртуозным сольным танцем «Let’s Say it with Firecrackers», второй был отмечен незабываемым танцем под композицию «Puttin' on the Ritz». Другой его партнёршей в этот период была Полетт Годдар — в фильме «Второй хор» (1940), в котором также принял участие хор под руководством Арти Шоу.

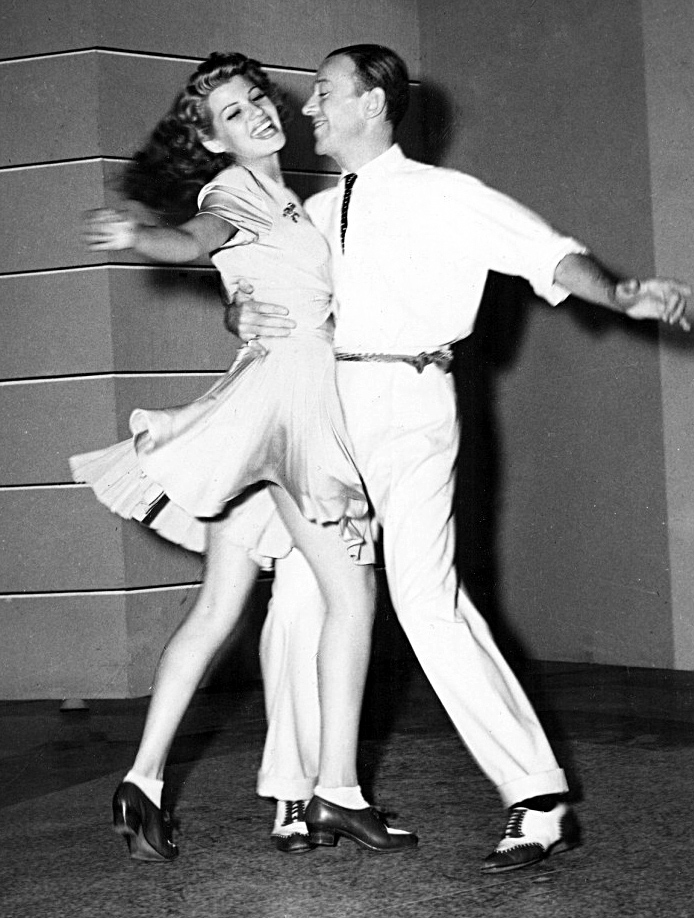
С Ритой Хейворт в фильме «Ты никогда не была восхитительнее»

Он снялся в двух картинах с Ритой Хейворт, дочерью своего кумира — испанского танцора Эдуардо Кансино. Их первый совместный фильм «Ты никогда не будешь богаче» (1941) принёс Рите популярность и вдохновил Астера на третью картину, в которой он интегрировал латиноамериканские танцы в своём стиле (первым был танец «Кариока» с Джинджер Роджерс в фильме «Полёт в Рио» (1933), второй — с той же Роджерс в фильме «История Вернона и Ирен Кастл» (1939)) в танец «Dengozo». Его второй фильм с ней «Ты никогда не была восхитительнее» (1942) был также успешен. Танец под композицию Джерома Керна «Я старомодный» в 1983 году стал заглавной темой в «Нью-Йорк Сити балет» (под руководством Джерома Роббинса) как дань Астеру. Затем Астер снялся вместе с семнадцатилетней Джоан Лесли в военной драме «Небо - это граница» (1943), где он представил композицию Арлена и Мерсера «Одну за мою детку (и ещё одну на дорожку)», танцуя на барной стойке в темноте. Хореографию для этого фильма Астер поставил в одиночку; в фильме Астер, к удивлению многих критиков, отходит от своего обычного образа очаровательной и беспечной персоны на экране.
Его следующей партнёршей была Люсиль Бремер, с ней он снялся в двух фильмах: в фэнтезийном мюзикле режиссёра Винсента Миннелли «Иоланда и вор» (1945), в котором был также показан авангардный и сюрреалистичный балет, и в музыкальной комедии «Безумства Зигфилда» (1946), в которой был продемонстрирован танцевальный дуэт Астера и Джина Келли «Баббит и Бромид» (англ. «The Babbit and the Bromide») под композицию Гершвина. С этим номером в своё время (1927 год) начинали свой творческий путь Астер и его сестра Адель. В то время как Безумство стало хитом, а Иоланда взрывала все кассы, Астер полагал, что его карьера начала угасать. Он объявил о своём уходе в процессе работы над фильмом «Голубые небеса» (1946), чем очень удивил поклонников. Свой танец «Puttin' On the Ritz» Астер назвал прощальным.
После объявления о своём уходе в 1946 году Астер сосредоточил своё внимание на танцах и в 1947 году основал сеть танцевальных студий Фреда Астера. Он был соучредителем студий вместе с Чарльзом и Честером Касинив, но в 1966 году потерял интерес к студиям и продал свою часть, согласившись на дальнейшее использование его имени в этих студиях. В настоящее время существует 140 студий Фреда Астера в Соединённых Штатах.

### 1948—1957: Продуктивные годы с MGM и повторный уход из кино

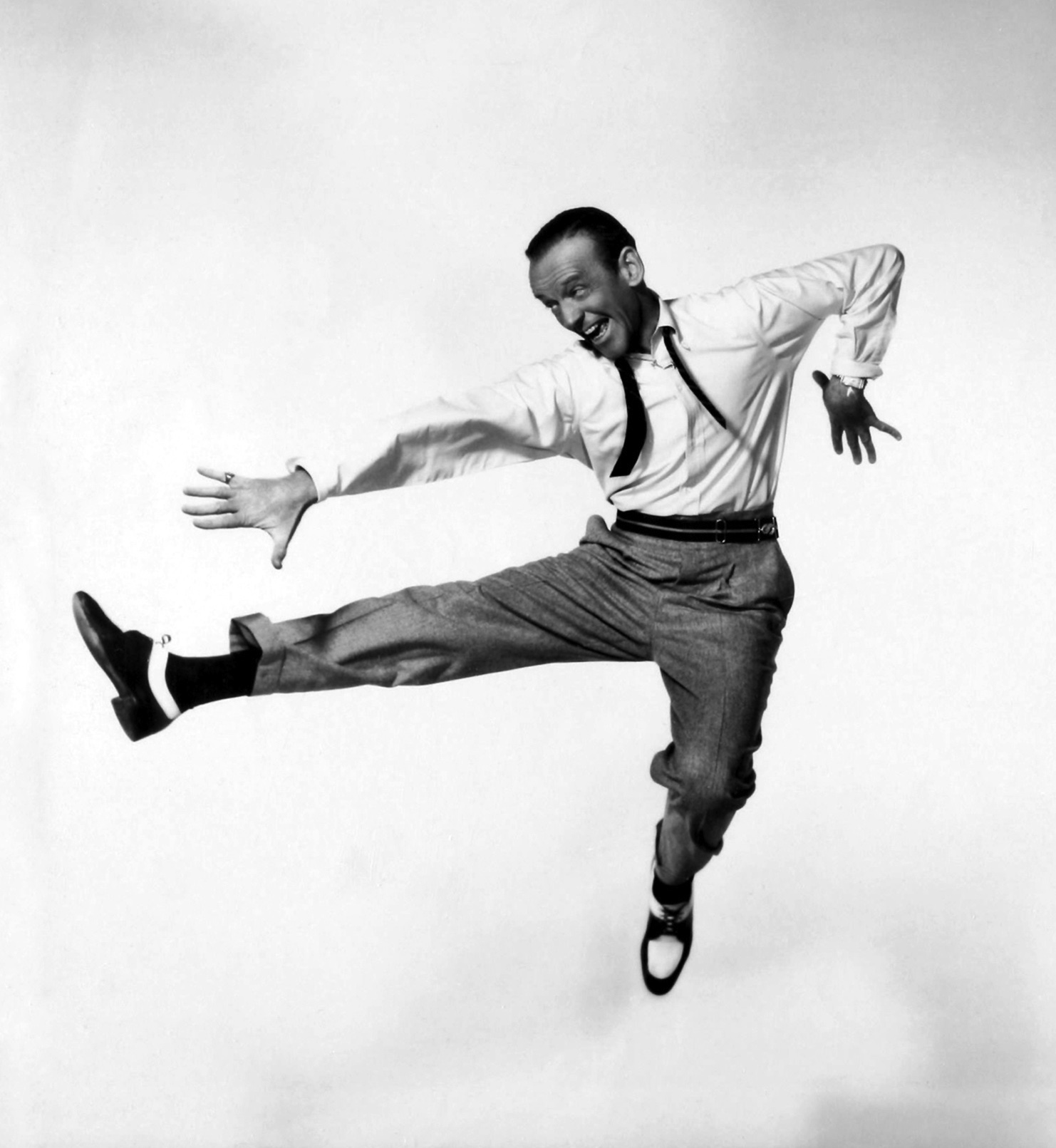
В фильме «Длинноногий папочка» (1955)

Тем не менее Астер вскоре вернулся на большой экран, чтобы заменить травмированного Келли в фильме «Пасхальный парад» (1948), составив компанию Джуди Гарленд, Энн Миллер и Питеру Лоуфорду, а также, чтобы вновь воссоединиться с Джинджер Роджерс (заменившей Джуди Гарленд) в фильме «Парочка Баркли с Бродвея» (1949). Оба этих фильма возродили популярность Астера. В 1950 году он снялся в двух мюзиклах: один — для «MGM» — «Три маленьких слова» (1950), с Верой-Эллен и Редом Скелтоном, другой — для «Paramount» — «Давайте потанцуем» (1950), с Бетти Хаттон. В то время как «Три маленьких слова» был успешным и принёс хорошие кассовые сборы, «Давайте потанцуем» стал финансовым разочарованием. Фильм «Королевская свадьба» (1951) с Джейн Пауэлл принёс большую прибыль, но «Красавица Нью-Йорка» (1952) потерпел кассовое бедствие. «Театральный фургон» (1953), который считается одним из лучших когда-либо созданных мюзиклов, получил положительные отзывы критиков и собрал огромную аудиторию. Вскоре после этого с Астером и другими звёздами MGM был расторгнут контракт (в связи с их появлением на телевидении и сокращением съёмок фильмов на студии). В 1954 году, когда Астер начал работу над новым мюзиклом «Длинноногий папочка» с Лесли Карон на студии «20th Century Fox», его жена Филлис заболела и скоропостижно скончалась от рака лёгких. Астер был настолько опустошён, что хотел закрыть картину и готов был выплатить издержки из собственного кармана. Но тем не менее Джонни Мерсер (композитор фильма) и руководители студии Fox убедили его, что работа в этот период будет очень полезна для него. Фильм «Длинноногий папочка» был выпущен в 1955 году, но в прокате он собрал очень скромные сборы. Его следующий фильм для «Paramount» «Забавная мордашка» (1957) был совместной работой с Одри Хепбёрн и Кэй Томпсон. Но, несмотря на шумиху вокруг фильма и композиции Гершвина, это не помогло оправдать затраты на картину. Аналогичная ситуация ожидала следующую картину Астера: его последняя работа для MGM «Шёлковые чулки» (1957), в которой также снялась Сид Чарисс, не оправдала затрат. В результате Астер прекратил свою работу в кино на два года.
В течение 1952 года Астер записывал четырёхтомный альбом «Истории Астера» (англ. The Astaire Story») совместно с квинтетом Оскара Питерсона. Продюсером при условии, что альбом будет кратким музыкальным обзором карьеры Астера, стал Норман Гранц. В 1999 году альбом «Истории Астера» попал в Зал славы премии «Грэмми», был удостоен специального приза Грэмми: музыкальные альбомы, записанные более 25 лет назад, которые имеют «качественное или историческое значение» (30 мюзиклов за 25 лет).
Впоследствии Астер объявил, что уходит из мюзиклов, чтобы сконцентрироваться над драматическими ролями, вдохновившись положительными отзывами о военной драме «На берегу» (1959).

### 1957—1981: Появление на телевидении в прямом эфире

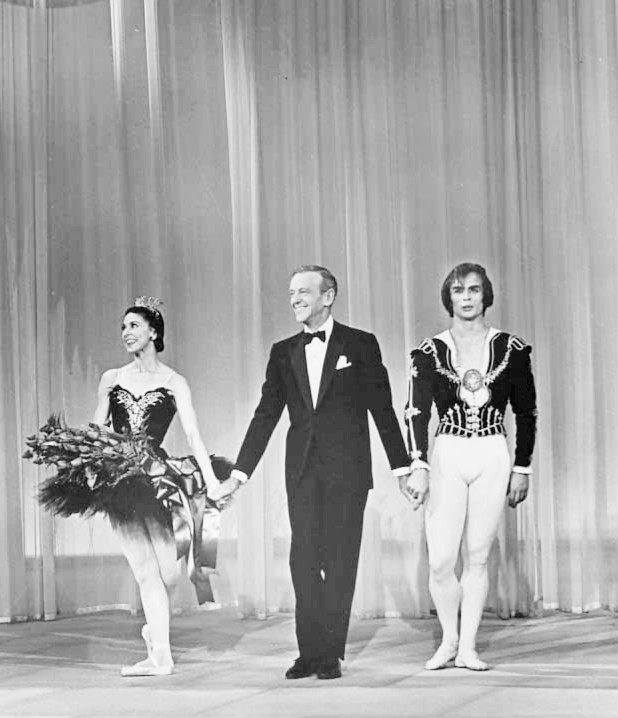
Марго Фонтейн, Фред Астер и Рудольф Нуреев, шоу The Hollywood Palace, 1965 год

Однако от танцев Астер полностью не отказался. В 1958, 1959, 1960 и 1968 он создал четыре музыкальных телепередачи, которые были высоко оценены американской премией Эмми. В каждой из этих передач была задействована Барри Чейз, чьим танцевальным потенциалом он восхищался. Первый из фильмов — «Вечер c Фредом Астером» — получил 9 премий Эмми, в том числе «Лучшая мужская роль в мини-сериале или фильме» и «Лучший мини-сериал или фильм». Также примечательно, что первые выпуски передачи были записаны на цветную плёнку и позже были восстановлены. В 1988 году восстановленная плёнка принесла награду Эмми за «Лучшую техническую работу» Эду Рейтану, Дону Кенту и Дэну Эйншетейну, которые восстановили оригинальную видеозапись, придав её содержанию современный формат и заполнив пробелы там, где некоторые кадры были испорчены. Победа Астера в номинации за «Лучшее сольное выступление» была спорной, потому что многие считали, что его танец не подходил под ту категорию, для которой была предназначена премия. Сам Астер даже предложил вернуть награду, но Академия телевидения отказалась рассмотреть его просьбу.
В 1959 году вышел фильм «На берегу», в котором Астер исполнил роль не танцующего Джулиана Осборна. Астер был номинирован на «Золотой глобус» за «Лучшую мужскую роль второго плана», но проиграл Стивену Бойду (роль в фильме «Бен-Гур»). Актёр также снялся в ролях без танцев в трех других фильмах и нескольких телесериалах с 1957 по 1969 годы.
Последним большим мюзиклом Астера был фильм «Радуга Финиана» (1968) режиссёра Фрэнсиса Форд Копполы. Для этой роли он оставил свои белый галстук и фрак и сыграл ирландского мошенника, который считал, что если он зароет горшочек с золотом в Форт-Нокс, то золота станет ещё больше. Партнершей Астера в этом фильме стала Петула Кларк, она играла роль его скептически настроенной дочери. Астер признался, что его очень заботило пение с ней, а сама Кларк призналась, что опасалась танцевать с ним. К сожалению, фильм не был успешным, хотя о нём хорошо отзывались в течение многих лет с момента выхода.
В 1970-е годы Астер продолжал появляться на телевидении. Он снялся в роли Александра Манди, отца персонажа Роберта Вагнера в сериале «Требуется вор», а также в фильме «Ад в поднебесье», в котором танцевал с Дженнифер Джонс, и был номинирован на премию Оскар в категории «Лучшая мужская роль второго плана». Также Астер появился в качестве рассказчика в мультфильмах «В город приехал Санта-Клаус!» и «Пасхальный кролик едет к нам». В середине 1970-х Астер появился в документальных фильмах «Вот это развлечение!» и «Вот это развлечение! Часть 2». В возрасте 76 лет он исполнил несколько песен и небольших танцевальных номеров вместе с Келли в своём последнем мюзикле. Летом 1975 года он записал три музыкальных альбома «Отношение к танцу» (англ. Attitude Dancing), «Они не могут пойти на это из-за меня» (англ. They Can't Take These Away From Me) и «Пара песен и танцев мужчин» (англ. A Couple of Song and Dance Men); последний альбом был совместным с Бингом Кросби. В 1976 году он снялся в одной из главных ролей, сыграв владельца собаки в культовом фильме «Невероятные доберманы», компанию ему составили Барбара Иден и Джеймс Францискус. Фред Астер также снялся во французском фильме «Сиреневое такси» (1977) в роли доктора Симуса Скалли.
В 1978 году вместе с Хелен Хейс он снялся в телевизионном фильме «Семейный беспорядок», в котором они сыграли пожилую пару, пытающуюся справиться со своими болезнями. За эту роль Астер получил премию Эмми. Он также появился в качестве приглашенного актёра в хорошо разрекламированном научно-фантастическом телесериале «Звёздный крейсер Галактика» в 1979 году: в 17 эпизоде «Человек с девятью жизнями» в роли вероятного отца Старбака, которую специально для Астера написал сценарист Дональд П. Беллисарио. Актёр обратился к своему агенту, чтобы тот попросил для него роль в этом сериале из-за большого интереса своих внуков к нему. Этот эпизод был также отмечен тем, что является последней картиной, в которой Астер танцевал на экране. Его последней ролью в кино стал адаптированный Питером Страубом фильм «История с привидениями». Этот фильм ужасов был также последней из двух его самых известных совместных работ с Мелвином Дугласом и Дугласом Фэрбенксом.

## Методы работы и влияние на танцы

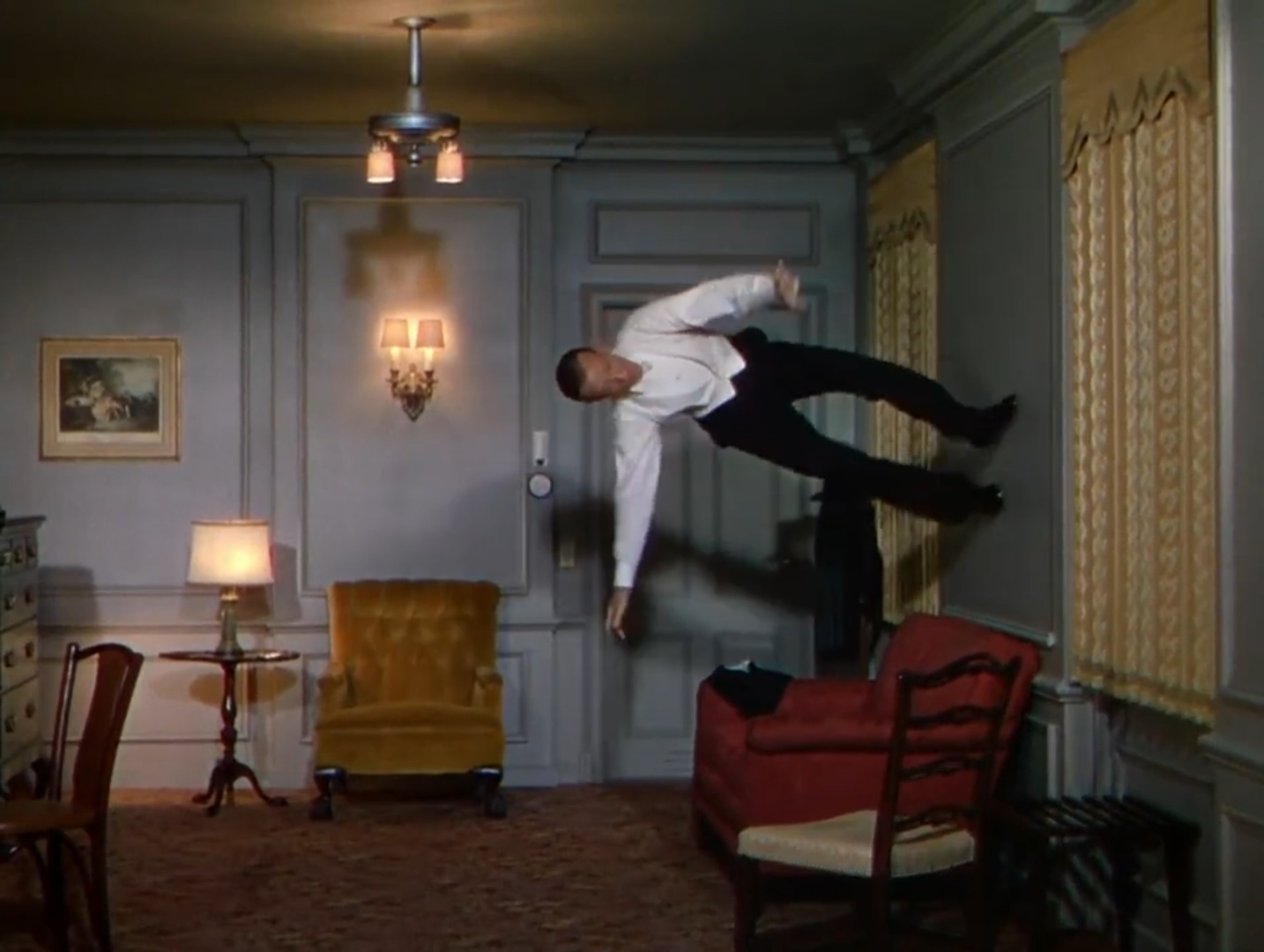
Танец Астера «Ты весь мир для меня» в фильме «Королевская свадьба» (1951)

Астер был виртуозным танцором, способным передать всю беззаботность, риск, глубину и эмоции с помощью танца, его техника и чувство ритма поражали до глубины души. После его сольного танцевального номера «Я хочу быть человеком танца» в фильме «Красавица Нью-Йорка» (1952) было решено, что его скромный костюм, потрепанные декорации и реквизит не отвечали всем требованиям, и все сцены с Астером были пересняты. В 1994 году в документальном фильме «Вот это развлечение! Часть 3» показаны два танцевальных номера Астера вместе в режиме «разделенного экрана». Структура движений в кадре была абсолютно идентична, вплоть до тончайших жестов.
Исполнение Астером самой программы танца ценится за его элегантность, изящество, оригинальность и точность. В своих танцах он старался использовать разные стили, от чёрных ритмов до классического танца, и лёгкий стиль Вернона и Айрин Касл, чтобы придать уникальность самому танцу, который оказал большое влияние на американские бальные танцы, а также установил стандарты, за которые его потом осуждали последующие создатели мюзиклов. Свой эклектический подход он называл «запретным стилем», непредсказуемо и инстинктивно смешивая свои навыки. Его движения скромны, но при этом полны нюансов. Джером Роббинс говорил, что «движения Астера со стороны выглядят так просто и легко, что обезоруживают. Однако структура танца, то, как он устанавливает движения под музыку, на самом деле очень удивительны и изобретательны». Сам Астер говорил следующее:
Расстановка движений — очень сложный процесс, что-то вроде написания музыки. Вы должны всегда думать о движении, которое будет следующим, и весь танец должен смотреться как интегрированная картина. Если танец поставлен правильно, то в нём нет ни единого лишнего движения. У него должна быть своя кульминация и хороший финал.
За редким исключением Астер создавал свои программы в сотрудничестве с другими хореографами, в первую очередь с Гермесом Паном. Они всегда начинали работу с чистого листа:
Иногда в течение нескольких дней у нас ничего не получалось, мы просто стояли перед зеркалом и дурачились… И тогда внезапно ко мне приходила идея, или одному из нас представлялся образ танца… Так мы и начинали нашу работу… Мы могли продумать практически всю идею за один день, но в процессе работы над танцем мы корректировали некоторые движения, что-то меняли полностью и так далее. Это иногда занимало две или три недели, чтобы в итоге получить конечный продукт.
Часто последовательность танца была построена на двух или трёх основных идеях, иногда они вдохновлялись своими движениями или музыкой, представляя особое настроение. Многие из его танцев были построены вокруг одного «трюка»: например, танец на стене в фильме «Королевская свадьба» или танец с вешалкой для одежды в фильме «Время свинга», которые он и его помощник придумали ранее и сохранили для подходящей ситуации. До начала съёмок они проводили вместе много недель в одном помещении, создавая всю последовательность танца, репетируя с пианистом (чаще всего с композитором Хэлом Борном), который, в свою очередь, работал с несколькими музыкальными оркестрами.
Перфекционизм Астера был легендой, однако его постоянная настойчивость на репетиции и пересъёмке кадров для многих были тяжелым бременем. Когда подходило время для съёмок видеоряда, Астер репетировал ещё в течение двух недель, а также записывал голос и музыку. Когда вся подготовка закончивалась, съёмки видеоряда проходили быстро, сокращая лишние затраты. Астер в течение всего процесса съёмок спрашивал у коллег их мнение о своей работе. Винсент Миннелли говорил о нём: «Ему не хватает уверенности в себе и во всех людях в мире. Но он не будет браться за работу, если у него нет стремления… Он всегда думает, что он бесполезен». Сам Астер говорил: «Я никогда ещё не добивался 100 % совершенства, но тем не менее всё не так плохо, как я думаю».
Майкл Кидд, который в 1953 году поставил «Театральный фургон», находил, что его собственное беспокойство по поводу эмоциональной мотивации Астер не разделял. Кидд потом рассказывал: «Техника танца была очень важна для него, он всегда говорил: „Давайте добавим новые движения и посмотрим, как это будет выглядеть“».
Его непревзойдённый артистизм принёс ему восхищение таких танцевальных легенд двадцатого века, как Джин Келли, Джордж Баланчин, братья Николас, Михаил Барышников, Марго Фонтейн, Боб Фосс, Грегори Хайнс, Рудольф Нуриев, Майкл Джексон и Билл Робинсон. Баланчин сравнивал его с Бахом, характеризуя его как «самого интересного, самого изобретательного, самого изящного танцора нашего времени», в то время как Барышников отзывался о нём как о «гении…, классическом танцоре, каких никогда не видел в своей жизни».

## Влияние на популярную музыку
Астер был чрезвычайно скромен в оценке своих вокальных данных (он всегда говорил, что не умеет петь, хотя критики отзывались о нём как об одном из лучших певцов). Астер исполнил множество известных песен, которые вошли в «Great American Songbook», в частности песни Коула Портера — «День и ночь» (англ. "Night and Day") в фильме «Весёлый развод» (1932), Ирвинга Берлина — «Разве это не прекрасный день?» (англ. "Isn't This a Lovely Day?"), «Щека к щеке» (англ. "Cheek to Cheek"), «Цилиндр и фрак» (англ. "Top Hat, White Tie and Tails") в фильме «Цилиндр» (1935), «Давайте покоримся музыке и танцу» (англ. "Let's Face the Music and Dance") в фильме «Следуя за флотом» (1936), и «Меняемся партнёрами» (англ. "Change Partners") в фильме «Беззаботная» (1938). Он также исполнил песни Джерома Керна — «Как ты выглядишь этой ночью» (англ. "The Way You Look Tonight") в фильме «Время свинга» (1936), Джорджа Гершвина — «Этого у меня не отнимут» (англ. "They Can't Take That Away From Me") в фильме «Потанцуем?», «Туманный день» (англ. "A Foggy Day"), «Хорошая работа, если ты сможешь её получить» (англ. "Nice Work if You Can Get it") в фильме «Девичьи страдания», Джонни Мерсера — «Одну за мою детку (и ещё одну на дорожку)» (англ. "One for My Baby (and One More for the Road")) в фильме «Небо — это граница» и «Любовь по правилам и без» (англ. "Something's Gotta Give") в фильме «Длинноногий папочка», а также Гарри Уоррена и Артура Фрида «Это моё сердце» (англ. "This Heart of Mine") в фильме «Безумства Зигфилда» (1946).

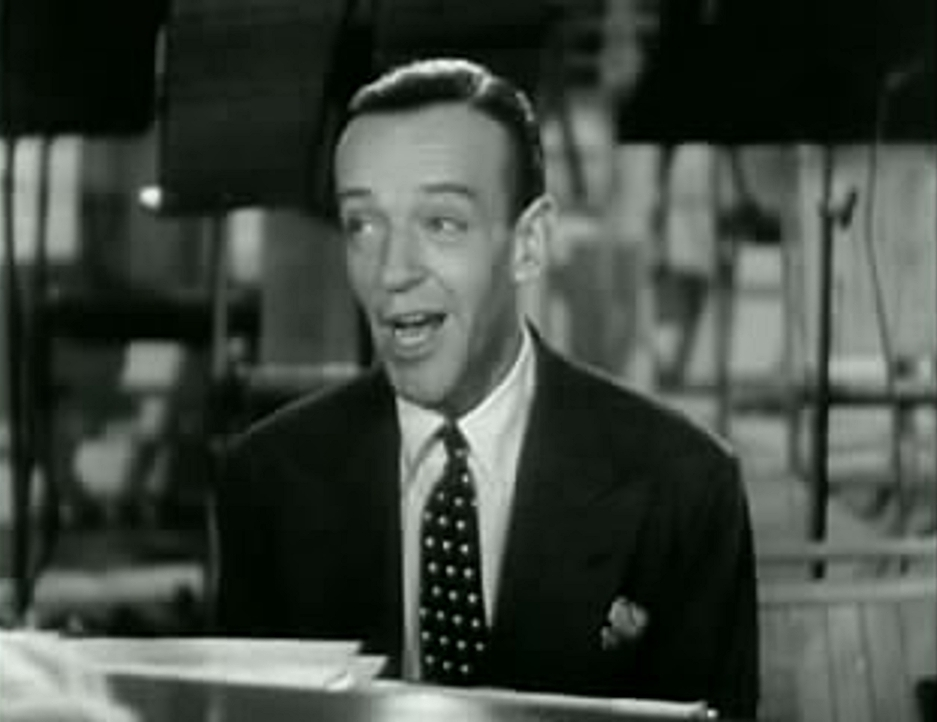
Астер поёт в фильме «Второй хор» (1940)

Астер также ввёл в ряды множество классических песен через дуэты со своими партнерами. Например, со своей сестрой Адель он исполнил песню Гершвина «Я построю лестницу в рай» (англ. "I'll Build a Stairway to Paradise") в пьесе «Хватит флиртовать» (1923), «Захватывающий ритм» (англ. "Fascinating Rhythm") в бродвейском мюзикле «Леди, будьте лучше» (1924), «Забавная мордашка» (англ. "Funny Face") в одноимённом мюзикле 1927 года. В дуэте с Джинджер Роджерс он исполнил песни Ирвинга Берлина «Я оставлю все яйца в одной корзине» (англ. "I'm Putting all My Eggs in One Basket") в фильме «Следуя за флотом», Джерома Керна — «Соберись» (англ. "Pick Yourself Up") и «Тонкая романтика» (англ. "A Fine Romance") в киноленте «Время свинга», Гершвина — «Давай бросим всю эту чепуху» (англ. "Let's Call The Whole Thing Off") в картине «Потанцуем?». С Джуди Гарленд он исполнил песню Ирвинга Берлина «Парочка бродяг» (англ. "A Couple of Swells") в «Пасхальном параде» (1948), а также с Джеком Бьюкэнэн, Оскаром Левантом и Нанетт Фабрей исполнил песню Артура Шварца и Ховарда Дитца «Вот это развлечение» (англ. "That's Entertainment") в фильме «Театральный фургон» (1953).
Астер обладал чистым голосом, и все восхищались его лирикой, дикцией, изяществом и элегантностью в танцах, которые, казалось, были отражены в его пении. Композитор Бертон Лейн описывал его как «величайшего в мире музыкального исполнителя». Ирвинг Берлин считал Астера одним из лучших исполнителей его песен: «Он так же хорош, как и Джолсон, Кросби или Синатра не только из-за своего голоса, но и из-за его стиля исполнения». Джером Керн считал его лучшим мужчиной, который когда-либо исполнял его песни, Коул Портер и Джонни Мерсер также восхищались его уникальностью исполнения их работ. Хотя Джордж Гершвин относился весьма критично к вокальным способностям Астера, он написал для него множество своих самых запоминающихся песен. Для Астера писали такие композиторы, как Коул Портер, Лоренц Харт и Эрик Машвиц и многие другие.
Астер был автором музыки «Я становлюсь всё хуже» (англ. "I'm Building Up to an Awful Letdown") (автором текста был Джонни Мерсер), песня достигла четвёртого места в хит-параде 1936 года. В 1940 году совместно с Бенни Гудменом Астер написал «Это просто, как отнять конфету у младенца» (англ. "It's Just Like Taking Candy from a Baby"). На протяжении всей жизни он стремился стать успешным композитором популярной музыки.

## Личная жизнь
По политическим взглядам Астер был консерватором и до конца жизни был сторонником республиканской партии, хотя он никогда и не заявлял о своих политических взглядах публично. Наряду с Бингом Кросби, Джорджем Мерфи и Джинджер Роджерс он был основателем Голливудского республиканского комитета. Он был верующим, посещал церковь, поддерживал американскую армию, с пренебрежением относился к открытой сексуальности в кинематографе 1970-х годов.
Астер всегда выглядел безукоризненно, он и Кэри Грант были названы «самыми стильно одевающимися актёрами в кино». Астер оставался иконой мужской моды даже в последние годы жизни, придерживаясь одного образа: цилиндр и фрак (о котором он никогда не заботился). В пользу свежего повседневного стиля специально были разработаны спортивные жакеты, цветные рубашки, галстуки и брюки; с последними Астер обычно использовал старые цветные галстуки вместо ремня.
Первый раз Астер женился после страстного романа, продлившегося два года, вопреки возражениям матери и сестры, 12 июля 1933 года на 25-летней Филлис Поттер (урожденная Филлис Ливингстон Бейкер, род. 1908 г. умерла 13 сентября 1954), известной в Нью-Йорке светской львице и бывшей жене Элифалета Нотта Поттера III (1906—1981). Вместе они прожили 21 год; Филлис умерла от рака лёгких в возрасте 46 лет. Астер был опустошён смертью жены, он хотел остановить съёмки фильма «Длинноногий папочка» (1955) и готов был заплатить издержки из своего кармана. Но руководители уговорили его остаться.

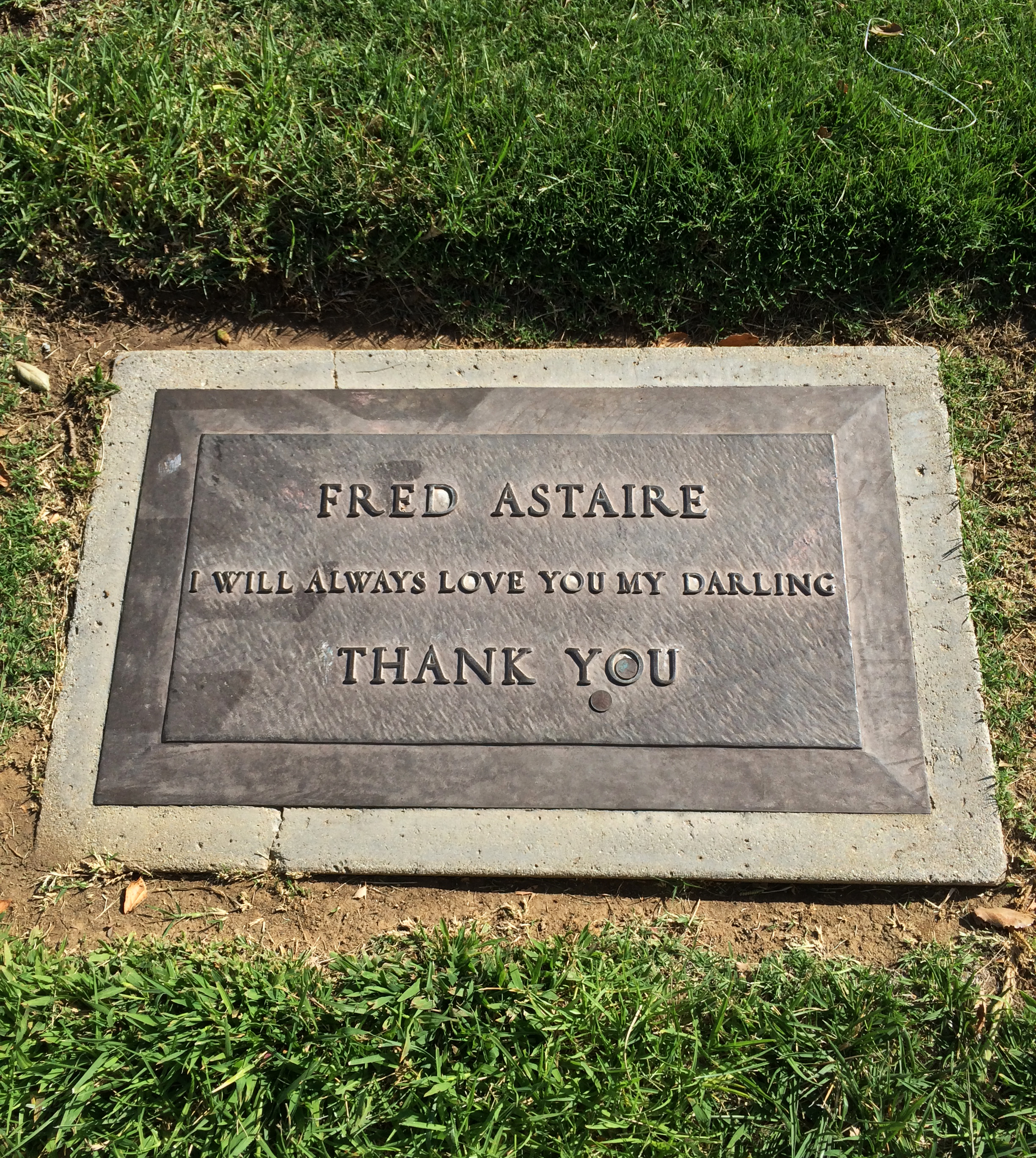
Могила Астера на мемориальном кладбище Оуквуд, Четсворд, Калифорния

Астер воспитывал сына Филлис от первого брака — Элифалета IV (более известного как Питер), также в этом браке у него родилось двое детей. Сын — Фред Астер-младший родился 21 января 1936 года, когда Астеру было 36 лет. Он снялся вместе со своим отцом в фильме «Бег Мидаса» (1969), но в итоге стал пилотом чартерных рейсов и владельцем ранчо. Дочь, Ава Астер, родилась 19 марта 1942 года, когда Астеру было 42 года. Вышла замуж за Ричарда МакКензи. Активно участвовала в продвижении наследия своего покойного отца.
Его друг, Дэвид Нивен, описывал Фреда как «робкого эльфа, всегда отзывчивого, со склонностью к шуткам школьника». Астер жил гольфом и скачками чистокровных лошадей. В 1946 году его лошадь по кличке Трипликейт выиграла престижные премии «Hollywood Gold Cup» и «San Juan Capistrano Handicap». Он оставался в хорошей физической форме даже в свои 80 лет. В возрасте 78 лет Астер сломал левое запястье во время езды на скейтборде внука.
24 июня 1980 года Астер снова женился на Робин Смит (род. 14 августа 1944 г.), которая была наездницей.
Астер умер от пневмонии 22 июня 1987 года, в возрасте 88 лет. Незадолго до своей смерти он сказал: «Я не хочу оставлять этот мир, не зная, кем станет мой потомок, спасибо, Майкл» — с отсылкой к Майклу Джексону. Фред Астер был похоронен на мемориальном кладбище Оуквуд, в Четсворде, Калифорния. Одной из последних его просьб была поблагодарить всех поклонников за все годы поддержки.
О жизни Астера никогда не снимали фильмов, и он всегда отказывался от этого. «Сколько бы они мне ни предлагали (и предложения приходят постоянно), я не буду продаваться». Желание Астера также состояло в том, чтобы таких фильмов о нём никогда не было, сам Астер комментировал это так: «У меня нет никакого желания, чтобы кто-либо неверно истолковал мою жизнь».

## Награды и почётные звания

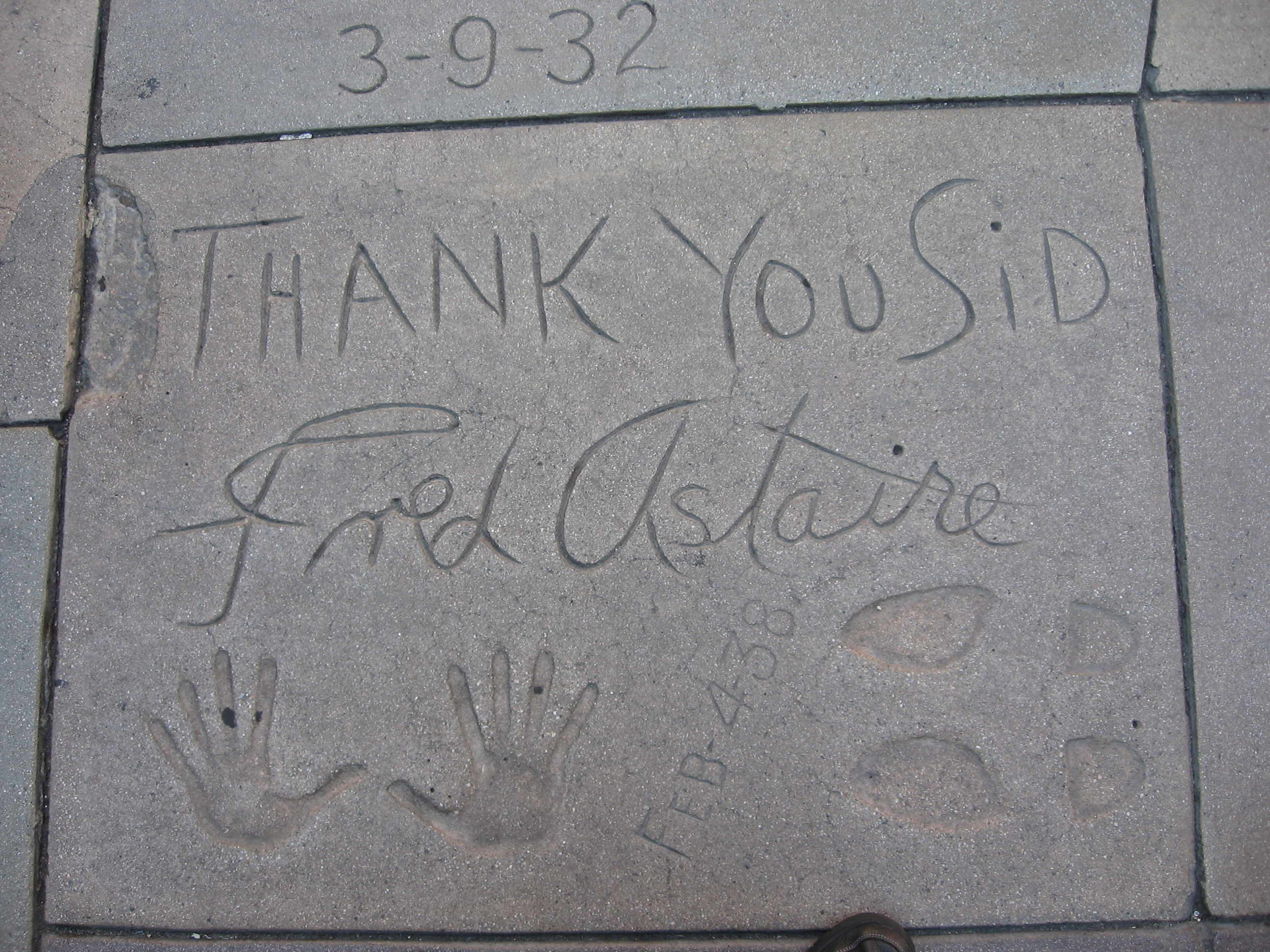
Отпечатки рук и ног Фреда Астера перед Китайским театром Граумана.

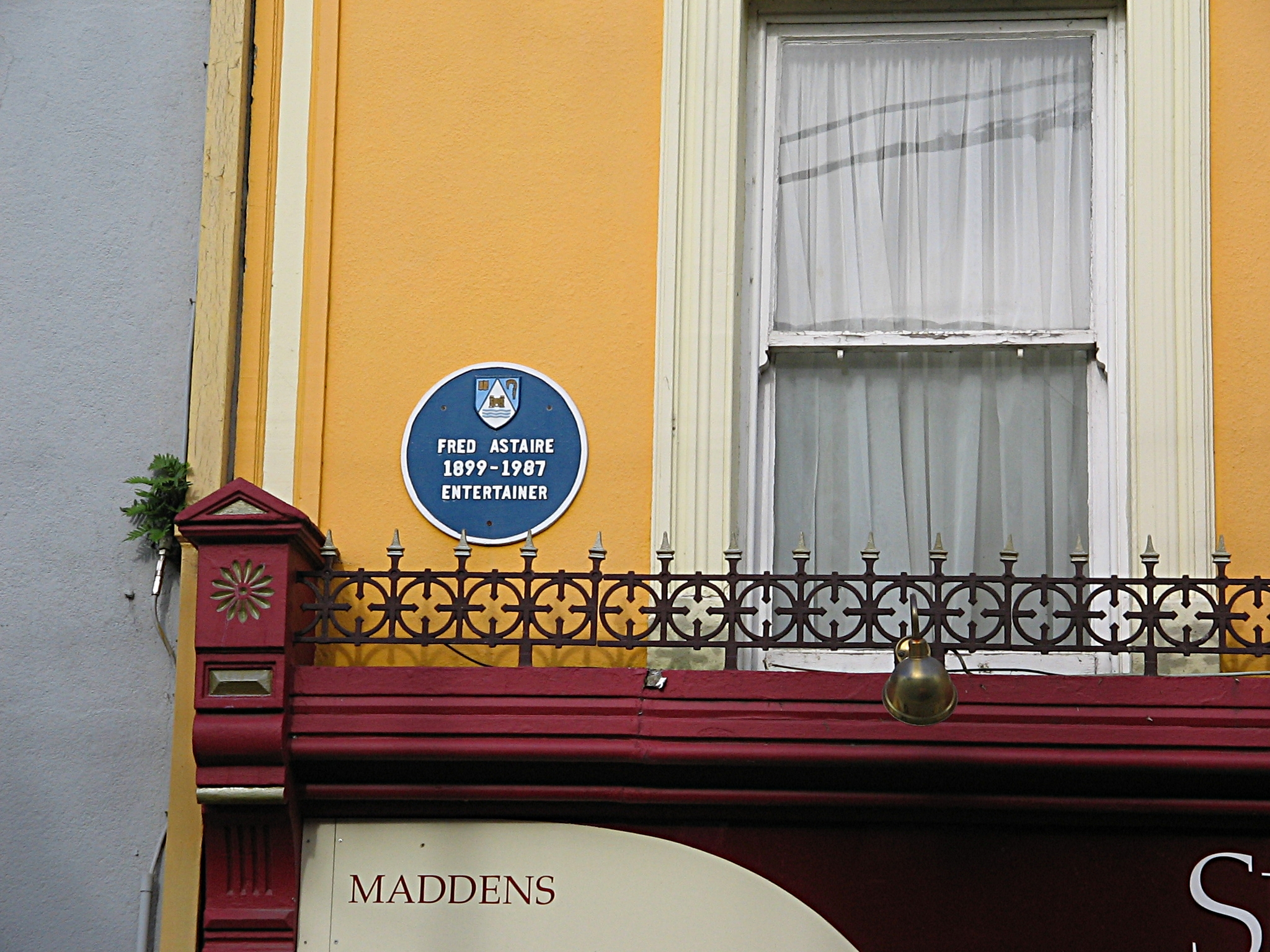
Мемориальная доска в его честь в Лисморе, Ирландия

- 1938: Был приглашён оставить свои отпечатки рук и ног на тротуаре перед Китайским театром Граумана.
- 1950: Джинджер Роджерс вручила ему почётную премию американской киноакадемии «За свой уникальный артистизм и заслуги в развитии музыкального кино».
- 1950: Получил Золотой глобус за «Лучшую мужскую роль в комедии или мюзикле» в фильме «Три маленьких слова»[англ.].
- 1958: Получил премию «Эмми — «Лучшая мужская роль в мини-сериале или фильме» за «Вечер с Фредом Астером»[англ.].
- 1959: Получин награду «Dance Magazine».
- 1960: Номинация на премию Эмми — «Лучшее выступление в варьете или музыкальной программе» за «Другой вечер с Фредом Астером».
- 1960: Был удостоен Звезды на Голливудской «Аллее славы» за вклад в развитие киноиндустрии. Она находится на Голливудском бульваре, её номер — 6756. Церемония состоялась 8 февраля 1960 г.
- 1960: Получил Премию Сесиля Б. Де Милля за выдающиеся заслуги в кинематографе.
- 1961: Премия Эмми — «Лучшее выступление в варьете или музыкальной программе» за «Время Астера».
- 1961: В голосовании «Чемпион среди чемпионов» был назван лучшим актёром телевидения по версии журнала «Motion Picture Daily» (ежедневный журнал, который делал акцент на киноиндустрию).
- 1965: Премия Джорджа Истмена от «Музея Джорджа Истмена» за выдающийся вклад в киноиндустрию.
- 1968: Попал в международный список «Самых стильных людей», сейчас этот список публикует журнал «Vanity Fair».
- 1968: Номинация Эмми за «Лучшее варьете или музыкальная программа» в «Шоу Фреда Астера».
- 1972: Журнал «Liberty» назвал его «Лучшей звездой мюзиклов».
- 1972: Был одним из первых, чьё имя занесли в 'Зал славы' американского театра.
- 1973: В честь него было устроено торжество в Линкольн-центре.
- 1975: Был номинирован на премию Оскар за «Лучшую мужскую роль второго плана» в фильме «Ад в поднебесье».
- 1975: Получил премии «Золотой глобус», «BAFTA» и «Давид ди Донателло» за «Лучшую мужскую роль второго плана» в фильме «Ад в поднебесье».
- 1978: Получил премию Эмми в номинации «Лучшая мужская роль в мини-сериале или фильме» за фильм «Семейный беспорядок».
- 1978: Его имя занесли в 'Зал Славы' Академии телевизионных искусств и наук (профессиональная организация, занимающаяся продвижением в телевизионной индустрии в Соединённых Штатах).
- 1978: Стал первым посетителем Центра Кеннеди.
- 1978: Получил звание 'Народного артиста' от американской ассоциации Национального театра за «Большой вклад в американский театр».
- 1981: Премия за большие заслуги от Американского института киноискусства.
- 1982: Англо-американский фонд современного танца объявил о создании «Astaire Awards» — награды за выдающиеся достижения танцоров (в честь Фреда Астер и его сестры Адель). Впоследствии награда была переименована в «The Fred and Adele Astaire Awards».
- 1987: Был награждён танцевальной обувью Capezio (опередив Р. Нуриева).
- 1989: Его имя было занесено в 'Зал Славы' Национального музея танца США, который находится в Саратога-Спрингс, штат Нью-Йорк, его основала Мэрилу Уитни.
- 1989: Посмертно был награждён премией «Грэмми» за жизненные достижения.
- 1989: Посмертно был занесён в Зал славы телевидения, основанный президентом Академии телевизионных искусств и наук в честь людей, которые внесли выдающийся вклад в американское телевидение.
- 1991: Его имя посмертно было занесено в 'Зал славы' бальных танцев.
- 1997: В октябре журнал Empire опубликовал список «100 лучших кинозвёзд всех времён», Астер занял 73 место.
- 1999: Посмертно был занесён в Зал славы премии «Грэмми» за альбом «Истории Астера»[англ.] (1952).
- 2000: Ава Астер МакКензи открыла мемориальную доску в честь своего отца, воздвигнутую жителями Лисмор, Ирландия.
- 2008: В «Oriel College» (Оксфорд) было устроено чествование жизни и творчества актёра.

## Факты
- Его лучшим другом на протяжении всей жизни был Ирвинг Берлин, они познакомились на съёмках фильма «Цилиндр» (1935). Также Астер дружил с актрисой Кэрол Линли.
- После того как Астер объявил о своём уходе из кино, Нью-Йоркский театр Paramount создал петицию, которую подписали 10000 человек, чтобы убедить Астера не делать этого.
- В списке «Самых лучших кинозвёзд всех времён» занял 19-е место по версии журнала Entertainment Weekly и 23-е место по версии журнала Premiere.
- Его ноги были застрахованы на один миллион долларов.
- По версии Американского института кино занял 5-е место в «50 величайших легенд киноэкрана».
- Основал студию «Ava Records», которую назвал в честь своей дочери.
- Имеет самый первый идентификационный номер в IMDb.

## В поп-культуре
- Астер изображен на обложке альбома группы Битлз «Sgt. Pepper’s Lonely Hearts Club Band».
- Наряду с другими легендами кино был упомянут в песне Мадонны «Vogue», которая является саундтреком к фильму «Дьявол носит Prada».
- Актёр неоднократно упоминается в книгах Стивена Кинга («Долгая прогулка», «Темная Башня», «Бессонница» и других, Курта Воннегута («Синяя борода»).
- Неоднократно упоминается в книге Жаклин Сьюзан «Долина кукол».
- У группы «James» есть песня «Just Like Fred Astaire».
- Герои фильма Федерико Феллини «Джинджер и Фред» Амелия Бонетти (Джульетта Мазина) и Пино Ботичелло (Марчелло Мастроянни), выступая дуэтом, позаимствовали себе псевдонимы и творческую манеру у легендарных голливудских танцоров степа — Джинджер Роджерс и Фреда Астера.
- Присутствует в мультфильме «Трио из Бельвилля» в сцене выступления трио на пике славы.
- В песне «The World Ain`t Slowin Down» американского певца Элиса Пола есть слова: «I’ll be dancing like Fred Astaire.»
- В песне «Geraldines Routine» группы Tape Five есть слова: «Spin around like Fred Astaire».
- В песне «Man on the Prowl» группы Queen есть слова: «I wanna teach my baby dancing, But I ain’t no Fred Astaire».
- Упоминается главным героем в российско-армянском короткометражном фильме «Бравист», попавшем в лонг-лист кинопремии «Оскар 2017»[9].

## Фильмография
| Актёр       | Актёр                               | Актёр                                  | Актёр | Актёр                                        |
| Год         | Русское название                    | Оригинальное название                  | Роль | Примечание                                   |
| ----------- | ----------------------------------- | -------------------------------------- | --- | -------------------------------------------- |
| 1933        | Танцующая леди                      | Dancing Lady                           | Играет самого себя |                                              |
| 1933        | Полёт в Рио                         | Flying Down to Rio                     | Fred Ayres |                                              |
| 1934        | Весёлая разведённая                 | The Gay Divorcee                       | Guy Holden |                                              |
| 1935        | Роберта                             | Roberta                                | Huck |                                              |
| 1935        | Цилиндр                             | Top Hat                                | Jerry Travers |                                              |
| 1936        | Следуя за флотом                    | Follow the Fleet                       | Bake Baker |                                              |
| 1936        | Время свинга                        | Swing Time                             | Lucky Garnett |                                              |
| 1937        | Потанцуем?                          | Shall We Dance                         | Petrov |                                              |
| 1937        | Девичьи страдания                   | A Damsel in Distress                   | Jerry Halliday |                                              |
| 1938        | Беззаботная                         | Carefree                               | Tony Flagg |                                              |
| 1939        | История Вернона и Айрин Касл        | The Story of Vernon and Irene Castle   | Vernon Castle |                                              |
| 1940        | Бродвейская мелодия 40-х            | Broadway Melody of 1940                | Johnny Brett |                                              |
| 1940        | Второй хор                          | Second Chorus                          | Danny O’Neill | Ассоциированный продюсер, в титрах не указан |
| 1941        | Ты никогда не будешь богаче         | You’ll Never Get Rich                  | Robert Curtis |                                              |
| 1942        | Праздничная гостиница               | Holiday Inn                            | Ted Hanover |                                              |
| 1942        | Ты никогда не была восхитительнее   | You Were Never Lovelier                | Robert Davis |                                              |
| 1943        | Небо — это граница                  | The Sky’s the Limit                    | Fred Atwell aka Fred Burton |                                              |
| 1945        | Иоланта и вор                       | Yolanda and the Thief                  | Johnny Parkson Riggs |                                              |
| 1946        | Безумства Зигфилда                  | Ziegfeld Follies                       | Fred Astaire ('Here’s to the Ladies') Raffles ('This Heart of Mine') Tai Long ('Limehouse Blues') Gentleman ('The Babbit and the Bromide') |                                              |
| 1946        | Голубые небеса                      | Blue Skies                             | Jed Potter |                                              |
| 1948        | Пасхальный парад                    | Easter Parade                          | Don Hewes |                                              |
| 1949        | Парочка Баркли с Бродвея            | The Barkleys of Broadway               | Josh Barkley |                                              |
| 1950        | Три маленьких слова                 | Three Little Words                     | Bert Kalmar |                                              |
| 1950        | Давайте потанцуем                   | Let’s Dance                            | Donald Elwood |                                              |
| 1951        | Королевская свадьба                 | Royal Wedding                          | Tom Bowen |                                              |
| 1952        | Красавица Нью-Йорка                 | The Belle of New York                  | Charlie Hill |                                              |
| 1953 — 1962 | Театр «Дженерал Электрик» (сериал)  | General Electric Theater               | J. Willingham Bardley |                                              |
| 1953        | Театральный фургон                  | The Band Wagon                         | Tony Hunter |                                              |
| 1955        | Длинноногий папочка                 | Daddy Long Legs                        | Jervis Pendleton III |                                              |
| 1957        | Забавная мордашка                   | Funny Face                             | Dick Avery |                                              |
| 1957        | Шёлковые чулки                      | Silk Stockings                         | Steve Canfield |                                              |
| 1959        | На берегу                           | On the Beach                           | Julian Osborne |                                              |
| 1961        | В его приятной компании             | The Pleasure of His Company            | Biddeford 'Pogo' Poole |                                              |
| 1961 — 1966 | Доктор Килдэр (сериал)              | Dr. Kildare                            | Joe Quinlen |                                              |
| 1962        | Тридцать три несчастья              | The Notorious Landlady                 | Franklyn Ambruster |                                              |
| 1963 — 1967 | Боб Хоуп представляет (сериал)      | Bob Hope Presents the Chrysler Theatre | Fred Addams |                                              |
| 1968 — 1970 | Требуется вор (сериал)              | It Takes a Thief                       | Alistair Mundy |                                              |
| 1968        | Радуга Финиана                      | Finian’s Rainbow                       | Finian McLonergan |                                              |
| 1969        | Бег Мидаса                          | Midas Run                              | John Pedley |                                              |
| 1970        | Банда с холма едет снова            | The Over-the-Hill Gang Rides Again     | The Baltimore Kid |                                              |
| 1970        | В город приехал Санта-Клаус!        | Santa Claus Is Comin' to Town          | S.D. Kluger | Рассказчик, озвучка                          |
| 1974        | Ад в поднебесье                     | The Towering Inferno                   | Harlee Claiborne |                                              |
| 1976        | Невероятные доберманы               | The Amazing Dobermans                  | Daniel Hughes |                                              |
| 1977        | Пасхальный кролик едет к нам        | The Easter Bunny Is Comin' to Town     | S.D. Kluger (narrator) | Озвучка                                      |
| 1977        | Сиреневое такси                     | Un taxi mauve                          | Dr. Seamus Scully |                                              |
| 1978        | Семейный беспорядок                 | A Family Upside Down                   | Ted Long |                                              |
| 1978 — 1979 | Звездный крейсер Галактика (сериал) | Battlestar Galactica                   | Captain Dimitri |                                              |
| 1979        | Человек в костюме Санта Клауса      | The Man in the Santa Claus Suit        | Santa Claus |                                              |
| 1981        | История с привидениями              | Ghost Story                            | Ricky Hawthorne |                                              |
| 1988        | К югу от Рино                       | South of Reno                          | Clip from 'Second Chorus | Хроника, в титрах не указан                  |

## Награды и номинации
| Награда        | Год  | Категория                                              | Фильм                         | Результат |
| -------------- | ---- | ------------------------------------------------------ | ----------------------------- | --------- |
| Оскар          | 1950 | Почётная премия                                        |                               | Победа    |
| Оскар          | 1975 | Лучшая мужская роль второго плана                      | Ад в поднебесье               | Номинация |
| BAFTA          | 1976 | Лучшая мужская роль второго плана                      | Ад в поднебесье               | Победа    |
| Золотой глобус | 1951 | Лучшая мужская роль в комедии или мюзикле              | Три коротких слова            | Победа    |
| Золотой глобус | 1960 | Лучшая мужская роль второго плана                      | На берегу                     | Номинация |
| Золотой глобус | 1961 | Премия Сесиля Б. Де Милля                              |                               | Победа    |
| Золотой глобус | 1962 | Лучшая мужская роль в комедии или мюзикле              | В его приятной компании       | Номинация |
| Золотой глобус | 1969 | Лучшая мужская роль в комедии или мюзикле              | Радуга Финиана                | Номинация |
| Золотой глобус | 1975 | Лучшая мужская роль второго плана                      | Ад в поднебесье               | Победа    |
| Эмми           | 1959 | Лучшая мужская роль в мини-сериале или фильме          | Вечер с Фредом Астером        | Победа    |
| Эмми           | 1960 | Лучшее выступление в варьете или музыкальной программе | Другой вечер с Фредом Астером | Номинация |
| Эмми           | 1961 | Лучшее выступление в варьете или музыкальной программе | Astaire Time                  | Победа    |
| Эмми           | 1968 | Лучшее варьете или музыкальная программа               | Шоу Фреда Астера              | Номинация |
| Эмми           | 1978 | Лучшая мужская роль в мини-сериале или фильме          | Family Upside Down            | Победа    |

### на английском языке
- Astaire, Fred (1959). Steps in Time: An Autobiography. Harper & Brothers, 338 pages.

- Billman, Е. Larry (1997). Fred Astaire: A Bio-bibliography. Greenwood Press, 424 pages. ISBN 978-0-3132-9010-7
- Boyer, Bruce G. (2005). Fred Astaire Style. Assouline, 79 pages. ISBN 978-2-8432-3677-8
- Decker, Todd (2011). Music Makes Me: Fred Astaire and Jazz. University of California Press, 392 pages. ISBN 978-0-5202-6890-6
- Freeland, Michael (1976). Fred Astaire: An Illustrated Biography.  New York: Grosset & Dunlap, 183 pages, ill.
- Giles, Sarah (1988). Fred Astaire: His Friends Talk. Bloomsbury, London: Doubleday, 220 pages. ISBN 978-0-7475-0322-4
- Hyam, Hannah (2007). Fred and Ginger: The Astaire–Rogers Partnership 1934–1938. Brighton: Pen Press Publications, 253 pages. ISBN 978-1-9056-2196-5
- Jarman, Colin (2010). Dancing On Astaire: The Quotable Fred Astaire. London: Blue Eyed Books, 264 pages.    ISBN 978-1-9073-3808-3
- Mueller, John (1985). Astaire Dancing – The Musical Films of Fred Astaire. Alfred A. Knopf, 440 pages. ISBN 978-0-3945-1654-7
- Satchell, Tim (1987). Astaire, The Biography. London: Hutchinson, 309 pages. ISBN 978-0-0917-3736-8
- Thomas, Bob (1984). Astaire, the Man, the Dancer. Thorndike Press, 435 pages. ISBN 978-0-8962-1635-8